# Афганский углозуб
Афга́нский углозу́б (лат. Paradactylodon mustersi) — хвостатое земноводное (тритон) семейства углозубов.

## Описание
Костальных борозд 14. Сошниковые зубы в двух маленького размера изогнутых поперечных сериях, лежащих между хоанами и близко сходящихся по средней линии. Конец морды широкий и закруглённый, расстояние между глазами составляет 1,2 расстояния между ноздрями. Конечности хорошо развиты, пальцев на задних и передних по четыре. Кончики пальцев покрыты коричневым мозолистым эпидермисом, не переходящим на подошвы. Хвост немного короче туловища, имеет плавниковые складки, начинающиеся кзади от задних конечностей. Наибольшей высоты хвост достигает на расстоянии 2/3 от своего конца. Окраска сверху тёмная, оливково-бурая, испещрённая нечёткими точками. Окраска брюха светлее, с небольшим числом точек.

## Распространение и среда обитания
Известны только из одного района площадью 10 км² в Пагманских горах в составе системы Гиндукуш к северо-востоку от Кабула, Афганистан. Тритоны населяют холодные высокогорные ручьи (2750—3050 м и выше), подпитываемые ледниками. Взрослые чаще всего держатся под камнями на быстринах, в то время как личинки предпочитают спокойные и глубокие участки, обычно с поверхностью, покрытой зарослями водяного кресса и ряской. Температура воды летом варьирует от 0 до 14 градусов, в более тёплой воде тритоны не встречались.

## Образ жизни
Изучен недостаточно, последние 30 лет из-за ситуации в Афганистане наблюдения в природе вовсе не проводились. Вид постоянноводный. Тритоны активны в течение всего года. Кладка из пары икряных мешков содержит 30—40 яиц, которые прикрепляются к поверхности камней. По всей видимости, личинки зимуют, прежде чем пройдут метаморфоз, что случается весной. И взрослые, и личинки питаются главным образом водными беспозвоночными (бокоплавы, личинки ручейников, двукрылых, жуков).
Ареал сокращается из-за уменьшения числа пригодных для вида участков горных ручьёв и рек вследствие проведения на них ирригационных работ, нарушения берегов проходящими вдоль них пешеходными тропами и тропами, служащими для перегона скота. В связи с обстановкой в стране, принятие каких-либо охранных мер не представляется возможным.